# Гірс Олексій Федорович
Олексій Федорович Гірс (рос. Гирс Алексе́й Фёдорович; нар.17 березня 1871 — пом.11 лютого 1958) — штабс-капітан лейб-гвардії Преображенського полку, камергер двору Його Імператорської Величності, дійсний статський радник, громадський діяч. Маршалок шляхти Ковенської, а потім Мінської губерній. Київський (1908—1911), Мінський (1912—1915) і Нижньогородський (1915—1918) губернатор.

## Життєпис
Належав до старовинного роду шведських дворян. Його батько — Федір Карлович Гірс, а мати — Віра Олександрівна Блок (*1831-†1882).
У 1891 закінчив вишкіл у Пажеському корпусі, був направлений на службу у лейб-гвардії Преображенський полк, де прослужив 10 років, після чого залишив військову службу.
Свою громадську діяльність розпочав на посаді повітового маршалка шляхти в Ковенській, а згодом у Мінській губерніях.
Був київським губернатором у 1909-1912.
У 1911—1912 входив у Раду голів Київського товариства охорони пам'ятників старовини та мистецтва.
Під час його губернаторства в Києві стався замах на прем'єр-міністра Петра Столипіна, і, хоча слідство показало, що запобігти замахові Гірс не міг, пляма на репутації все ж залишилося. Щоб якось це залагодити, Олексія Федоровича перевели губернатором до Мінська.
Був Мінським губернатором у 1913–1914. Губернатор Мінської губернії у 1912–1915 рр.
Був губернатором Нижнього Новгорода у 1915–1918.
Помер 11 лютого 1958 в Парижі, де й похований на кладовищі Сент-Женев'єв-де-Буа.